# Campionato italiano a squadre di calcio da tavolo 2011
Il Campionato italiano a squadre di calcio da tavolo del 2011 si è svolto a Chianciano Terme, sia il girone d'andata che di ritorno.

## Risultati

### Classifica Finale 2010/11
|  | Classifica Finale 2003/04 | P  |
|  | ------------------------- | -- |
|  | F.lli Bari Sporting Club  | 46 |
|  | ACS Perugia               | 39 |
|  | Black & Blue Pisa         | 35 |
|  | Stella Artois Milano      | 27 |
|  | CCT Roma                  | 24 |
|  | Bologna Tigers            | 21 |
|  | Eagles Napoli             | 20 |
|  | Bari                      | 14 |
|  | Urbino                    | 10 |
|  | Virtus 4 Strade Rieti     | 3  |

## Formazione della Squadra Campione D'Italia
| Cremona Massimo      |
| Lamberti Marco       |
| Bari Saverio         |
| Giulianini Giancarlo |
| Carlos Flores        |
| Monica Giacomo       |
| Corda                |
| -------------------- |